# 近鉄6421系電車
近鉄6421系電車 （きんてつ6421けいでんしゃ）は、近畿日本鉄道 （近鉄） が1953年（昭和28年）に名古屋線の特急専用車両として製造した電車である。
1950年代の近鉄名古屋線を代表する優等車両であったが、1960年（昭和35年）以降の後続系列出現に伴って急行・普通列車運用に転用され、その後は養老線に転属となり、さらに後年の改番に際して420系と改称された。
本項では大井川鉄道（現・大井川鐵道）への譲渡後（大井川鉄道420系電車）の動向についても記述する。

## 登場に至るまで
現在の近鉄名古屋線は、線路幅（軌間）が1435 mmの「標準軌」となっているが、建設時の経緯などから1959年（昭和34年）まで1067 mm幅の狭軌となっており、1435 mm軌間の大阪線・山田線系統とは直通運転ができなかった。このため大阪線と名古屋線は1950年代までそれぞれの軌間に合わせた専用設計の車両が投入されてきた。また直通乗客は、大阪線と名古屋線の結節点である伊勢中川駅での乗り換えを強いられた。
1947年（昭和22年）に現在の近鉄特急網の起源となる名阪特急が運行を開始した当初、大阪線では旧参宮急行電鉄 （通称「参急」、大阪線桜井駅以東・山田線・名古屋線江戸橋駅以南を建設) からの引き継ぎ車2200系（1930年 - 1941年製造）、名古屋線では関西急行電鉄（通称「関急電」、名古屋線桑名駅以東を建設）からの引き継ぎ車モ6301形（1937年製造）をそれぞれ整備して投入した。
しかしこれらはいずれも、戦前に製造された一般車を改良した程度のものであったため、復興が進むにつれて新造車両の投入が望まれるようになった。1953年に伊勢神宮の「式年遷宮」が行われることになったため、それに合わせて登場したのが大阪線・山田線用の2250系と、名古屋線用の6421系であった。

## 概要
日本車輌製造本店（愛知県名古屋市熱田区）で10両、近畿車輛（大阪府東大阪市）で1両の計11両が1953年から1955年（昭和30年）に製造された。電動制御車（モーター・運転台付車両）のモ6421形が6421 - 6426の6両、制御車（運転台付車両）のク6571形が6571 - 6575の5両である。また制御車が電動制御車より1両少なかったが、後述の冷房化を M-T 2両1組で行った際に不足分を補うために、1958年（昭和33年）に急行用制御車ク6561形（1952年近畿車輛製の名古屋線急行増結用2扉・転換クロスシート車。5両製造。若干の軽量化が行われている）のうち6561号車の運転台を撤去、ドアの移設や便所・洗面所の設置改造で特急仕様の中間付随車サ6531形 6531とし、編成に組み入れた。
線路幅の制約のほかに、名古屋線には近鉄四日市駅近くの半径100 mの急カーブ（通称：善光寺カーブ。1956年（昭和31年）に線形改良によって解消）等が存在するため、大阪線・山田線用の2250系が20 m車体を採用したのに対し、19 m車体（車体長19.8 m）を採用した。しかし基本的には近鉄特急用車両の仕様統一を図る見地から、2250系と同様の張り上げ屋根・埋め込み前照灯付（保安上、名古屋線の在来車と同じ高さにすることが求められたため、2250系より高い位置に装備された）、車端部2ドア配置の形態であった。名古屋線の張り上げ屋根車は前年に登場していたク6561形が最初だったが、戦前の6301形以来の古風なスタイルが主流を占めていた名古屋線では非常に斬新であった。薄型鋼体を使うなど軽量化が推し進められている。
平坦な名古屋線で運用されることから、出力は必要十分に控え目である。制御器は日立製作所製MMC-H20A電動カム軸式多段制御器で、日立製作所製HS-256-BR-28（端子電圧750 V時定格出力115 kW、定格回転数736 rpm）吊り掛け駆動モーター4基を制御する。歯車比は2.07として高い定格速度を確保した。ブレーキは日本エヤーブレーキ（現・ナブテスコ）製自動空気ブレーキ (AMA-R) である。
当初の台車は住友金属工業製の一体鋳鋼ペデスタル台車FS-11であったが、のち名古屋線改軌に伴って近畿車輛KD-33・31Aおよび日本車輌ND-11・11Aへ交換された。近畿車輛製の2種は円筒案内式のシュリーレン式台車で、日本車輌製の2種も同種の円筒案内式であるが、こちらは同社が技術提携により特許使用権を獲得していたスイスのSIG社のライセンスに基づくものであった。なお、1955年の最終増備車であるモ6426のみは、当初からシュリーレン式の近畿車輛KD-16を装備していた。

## 運用
当初の計画通り、名古屋線近鉄名古屋 - 伊勢中川間での特急運用に投入され、平坦な伊勢湾岸で高速運転を行った。1955年までの増備によって、名古屋線主力特急車としての地位を確立する。
また1957年（昭和32年）には、2250系とともに車内冷房・公衆電話・シートラジオ受信機が取り付けられるなど、全国に先駆ける画期的なサービスも始められた（詳しくは近鉄2250系電車の項を参照）。2250形同様、冷房改造は川崎重工業製KM-7形集中冷房装置を制御車に搭載する形で行われ、電動車については制御車に設けられた冷房装置からダクトで冷風を導き車内に送風する方式であったため、ヘッドライト周りがダクトに付随する異形となっている。一方、制御車の冷房装置は前照灯と分離して設置されたため、大阪線ク3120形とは異なった外形であった。1958年には改良型というべき6431系が増備され、1959年の名古屋線改軌に際しても標準軌化措置を受けて、名古屋 - 宇治山田間直通を実現した。
しかし1960年以降、10100系（ビスタカーII世）・10400系（旧エースカー）などの後継車両が増備されるに伴い、本系列の運用の場は狭まり、同年にモ6424 - 6426・ク6574・6575、サ6531の6両がまず2扉のままダークグリーン塗装化されて特急運用を離脱した。さらに1963年（昭和38年）には11400系（新エースカー）が登場して残り6両も特急運用を離脱、冷房装置など特急用設備も取り外されて一般車となった。
一般車への格下げ後、3扉化改造（中央扉はク6574・6575、サ6531のみ片開き、残りは両開きとなった）とセミクロスシート化改造がなされ、マルーンレッド一色に塗装され、名古屋線急行・普通に充当された。この間、尾灯はオリジナルから角形2段式となり、1969年（昭和44年）にヘッドライトもシールドビーム2灯に改造されている。
そして1979年（昭和54年）、養老線車両の近代化のために同線へ転属した。この際台車はKD-32M/N/Sに交換されている。
1984年（昭和59年）には近鉄支線区における形式番号の振り分け変更により、420系となった（車番は千位の6を取ったもの）。1992年（平成4年）から1994年（平成6年）に全車が運用を離脱し、廃車となった。

格下げ後の6421系
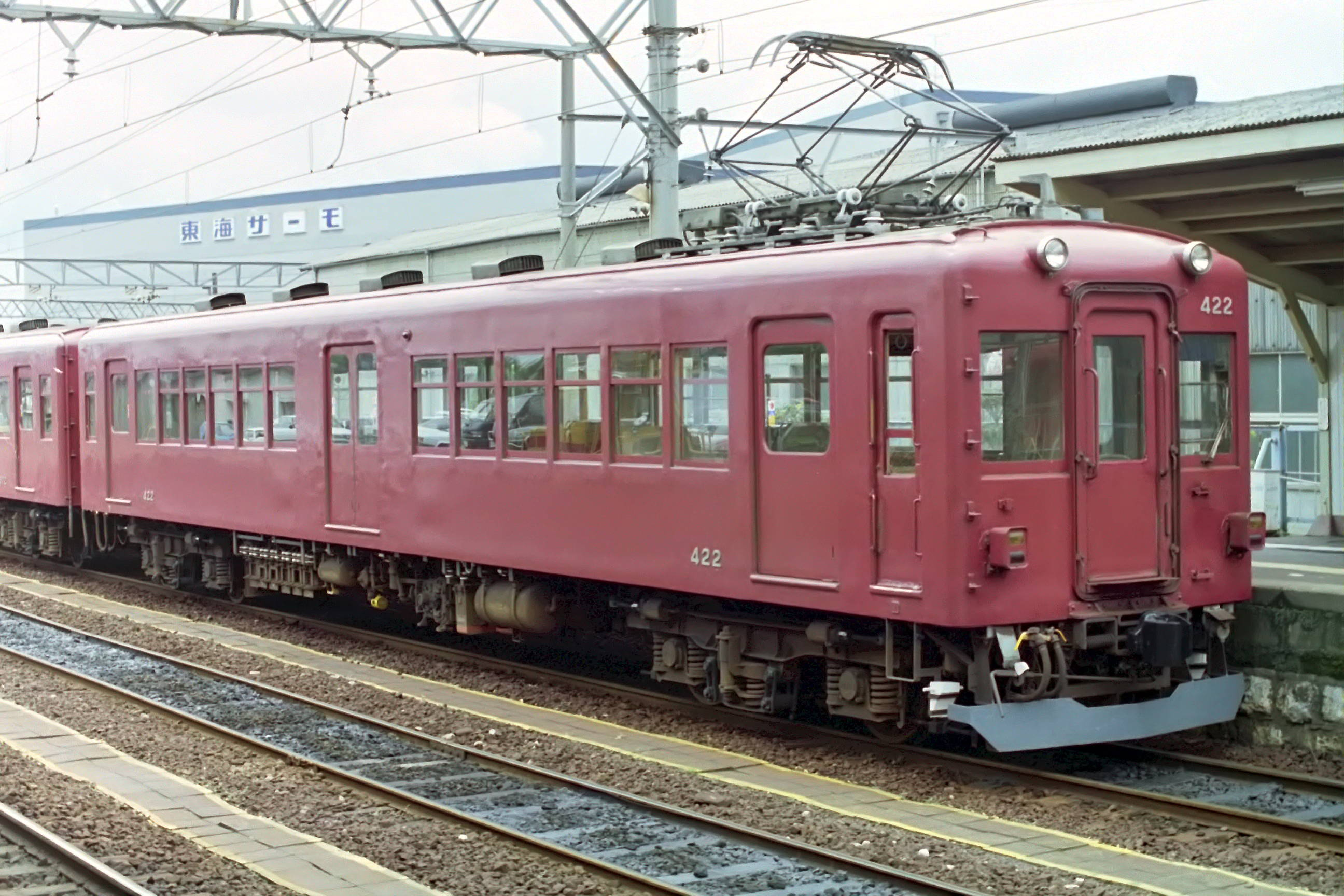
モ422（旧モ6422）
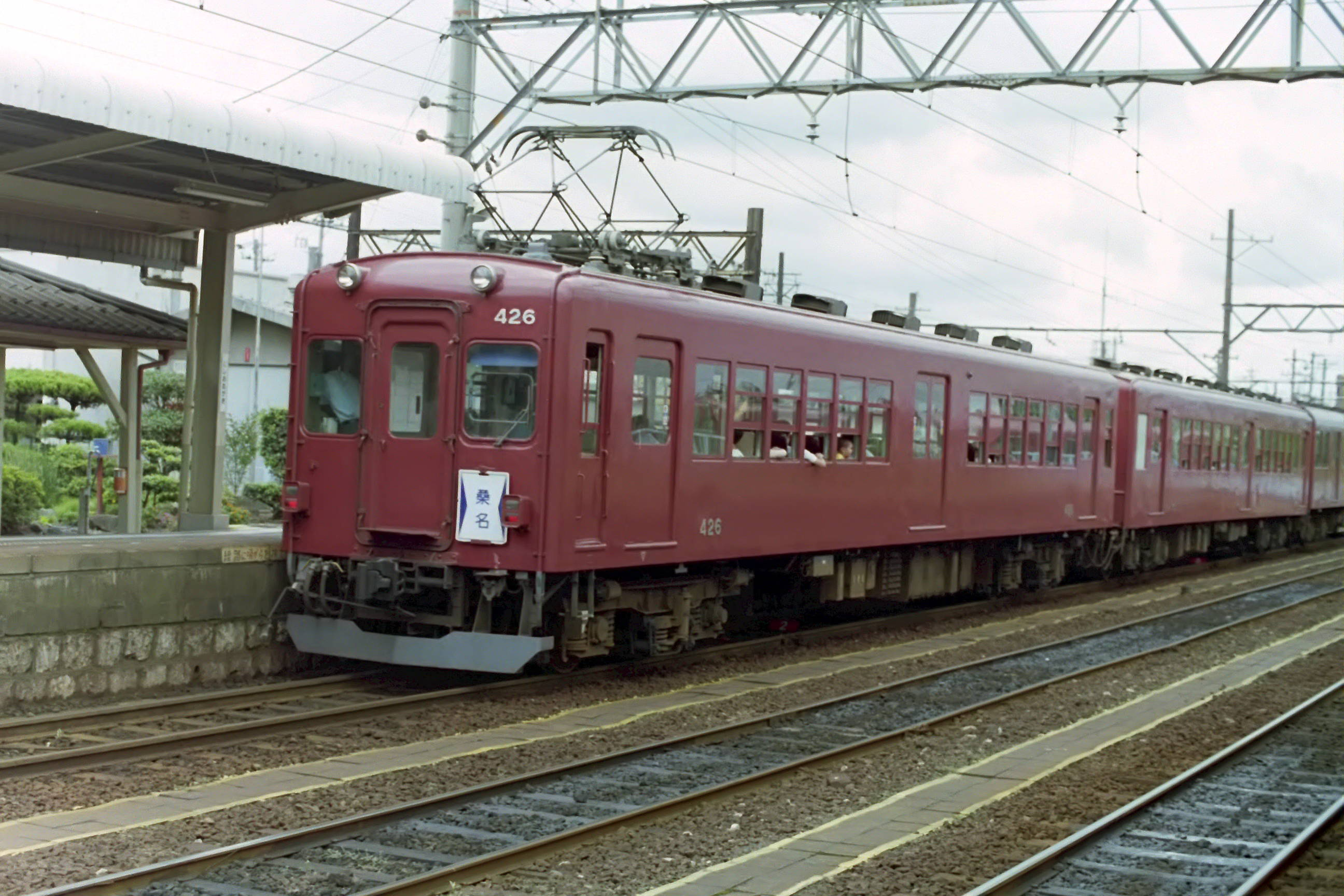
前面Hゴム支持のモ426（旧モ6426）
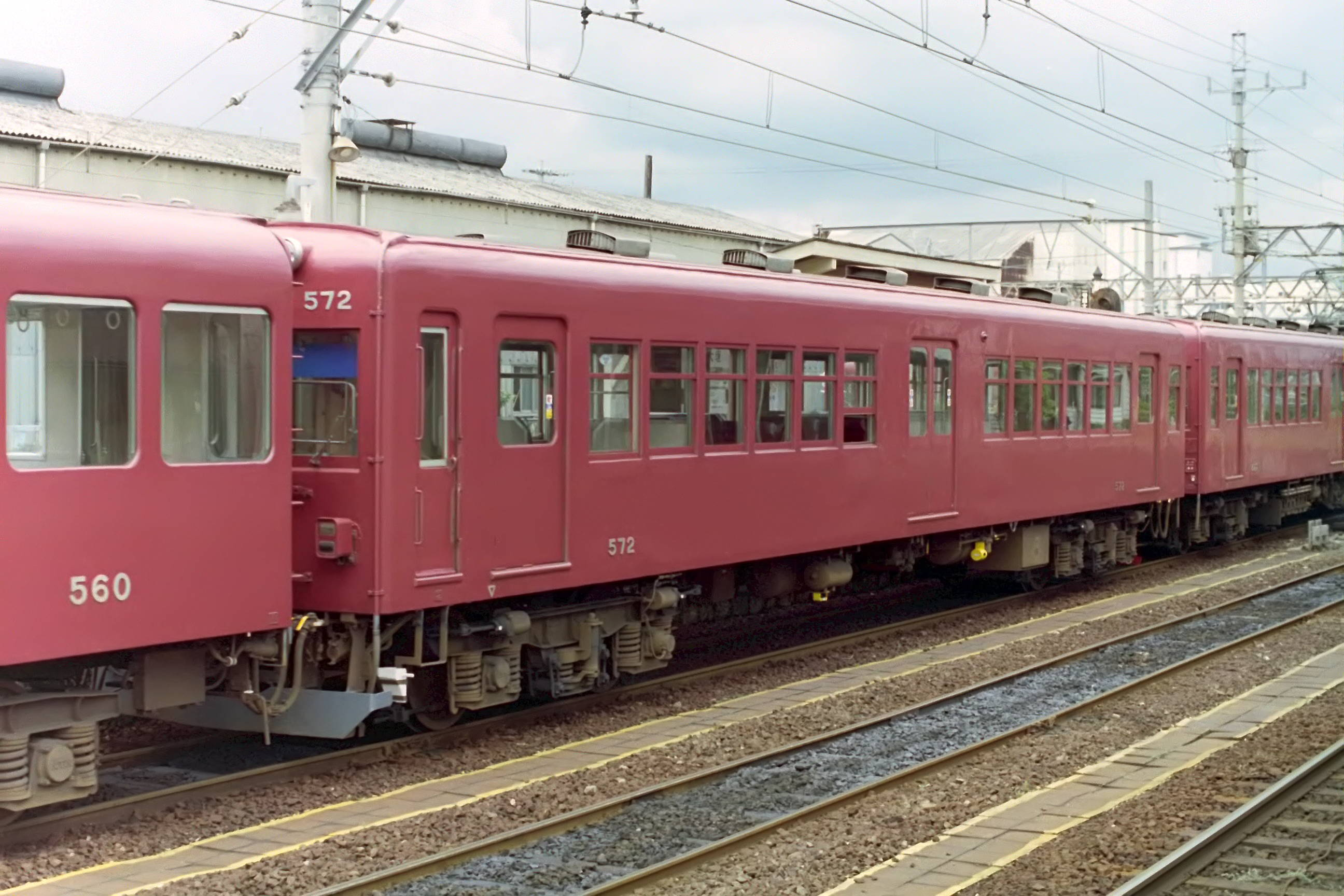
ク572（旧ク6572）
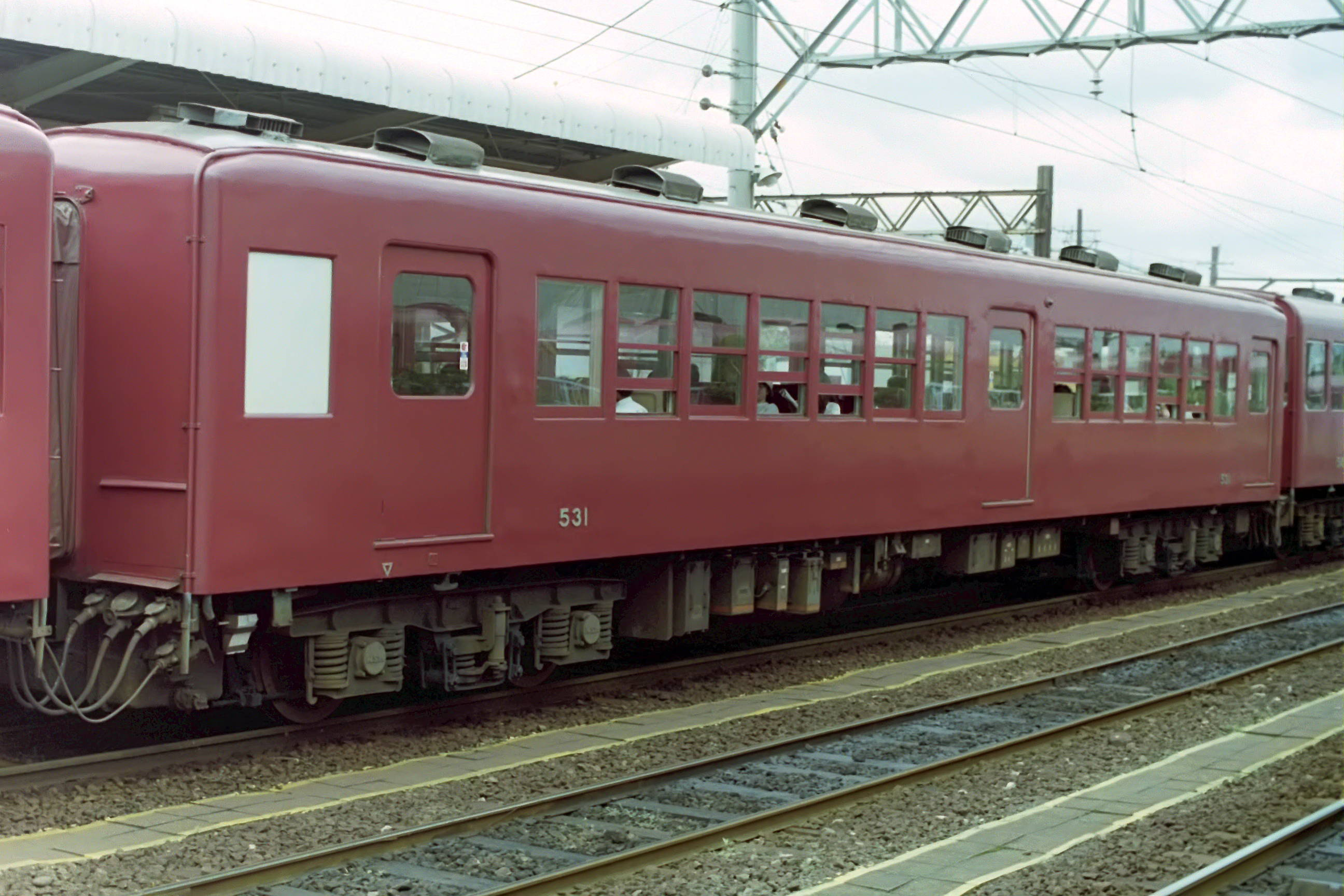
サ531（旧サ6531）
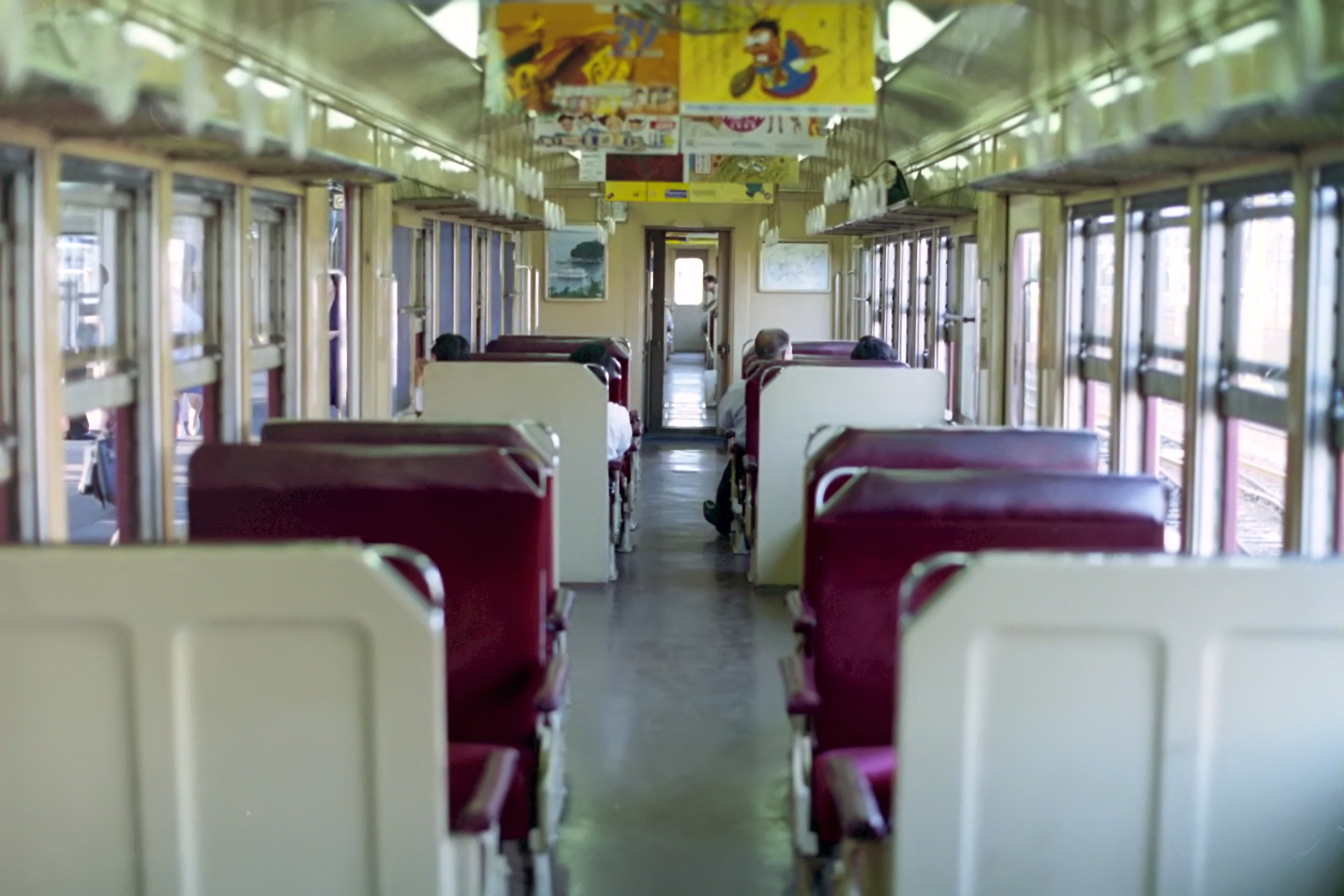
サ531車内

## 大井川鉄道420系電車
1994年12月3日付で廃車となったモ421-ク571が、大井川鉄道に譲渡された。同月14日付（翌1995年3月20日付という説もある）で、モハ421-クハ571として竣工。旧・近鉄特急色に塗装された状態で残された。しかし、ヘッドライトは2灯のままであり、側面は3扉のままであるため、特急車時代とは趣が異なっている。
2005年（平成17年）ごろから大井川鐵道内の車両の近代化が急激に進み、吊り掛け駆動方式の車両の多くが廃車・解体され、本形式は同線で唯一の吊り掛け駆動方式の非冷房車になった。そのため末期は予備車扱いとなり、運用に就く機会は少なかった。2009年（平成21年）5月22日の臨時列車が最終運用となり、翌23日以降は休車となった。その後は千頭駅構内に長期間留置された。2012年（平成24年）3月10・11日に同駅での部品即売会を行ったのち、新金谷駅構外側線（大代川側線）へ移動し、2016年（平成28年）6月に廃車・解体された。